# Shereefa Lloyd
Shereefa Lloyd, född den 2 september 1982 i Clarendon, Jamaica är en jamaicansk friidrottare som tävlar på 400 meter.
Lloyds första internationella mästerskap var VM i Osaka 2007 där hon blev femma i sin semifinal och därmed inte tog sig vidare till finalen. Vid samma mästerskap ingick hon i Jamaicas stafettlag som blev silvermedaljör över 4 x 400 meter. 
Hon deltog även vid Olympiska sommarspelen 2008 i stafett över 4 x 400 meter där hon blev bronsmedaljör.

## Personliga rekord
- 200 meter - 23,10
- 400 meter - 50,62